# Francesco Ferrari (pallanuotista)
Francesco Ferrari (Camogli, 23 agosto 1974) è un pallanuotista italiano. Con la calottina di Savona ha conquistato uno scudetto e una Coppa LEN, oltre ad aver disputato due finali di Coppa Italia ed una di Supercoppa LEN. È stato anche vicecampione d'Italia con Brescia.
Vanta 48 presenze in nazionale, con la quale ha vinto due ori alle Universiadi (nel 1997 e nel 2001) ed un argento ai Giochi del Mediterraneo nel 2005.

## Statistiche

### Presenze e reti nei club
Statistiche aggiornate al 23 dicembre 2010.
| Stagione        | Squadra         | Campionato      | Campionato | Campionato | Coppe nazionali | Coppe nazionali | Coppe nazionali | Coppe continentali | Coppe continentali | Coppe continentali | Totale | Totale |
| Stagione        | Squadra         | Comp            | Pres       | Reti       | Comp            | Pres            | Reti            | Comp               | Pres               | Reti               | Pres   | Reti   |
| --------------- | --------------- | --------------- | ---------- | ---------- | --------------- | --------------- | --------------- | ------------------ | ------------------ | ------------------ | ------ | ------ |
| 2010-2011       | Camogli         | A1              | 9          | 0          | -               | -               | -               | -                  | -                  | -                  | 9      | 0      |
| Totale carriera | Totale carriera | Totale carriera | ?          | ?          |                 | -               | -               |                    | -                  | -                  | ?      | ?      |